# 孫亮
孫亮（244年—260年），字子明，是中國三國時代吳國的第二代君主，在位六年（252年-258年），後世史書多稱之為吳少帝、吳廢帝或用他被廢位時得到的封號會稽王。

## 即位
孫亮生于赤烏七年（244年），是吳大帝孫權的幼子，因此特别受到疼爱。孙亮出生的时候，他的長兄孫登、二兄孫慮早已去世。当时的皇太子为三兄孫和，后来孙和被四兄孫霸陷害廢去太子之位，孙霸亦被孙权赐死。赤乌十三年（250年）孫權越过五子孙奋、六子孙休而立孫亮為皇太子，不久又立其母潘淑为皇后。
潘皇后於神凤元年（252年）被宫女所杀（或系大臣指使），同年孫權也去世，孫亮繼位，時為四月廿八日丁酉（5月23日）。

## 在位期間

### 少年聰穎
孫亮登基时年方十岁，却聪明伶俐，受到大臣的尊敬。孫亮曾欲喫酸梅，讓黃門到庫裏去取蜂蜜，蜜中有鼠屎；就召來守庫官詢問，守庫官叩頭謝罪。少帝說：“黃門從你那兒要過蜂蜜嗎？”守庫官說：“曾要過，我沒敢給他。”黃門不服。少帝讓人破開鼠屎，屎中是乾燥的，於是他大笑著對左右說：“如果鼠屎事先就在蜜中，那麽裏外都應是濕的，現在外面濕而裏面乾燥，這必定是黃門放進去的。”詰問黃門，他果然服了罪。左右之人都很震驚恐懼。

### 權臣北伐
孫亮即位之初，諸葛恪、滕胤、孙峻、吕据受顾命之托輔政孙亮（孙弘本来也是顾命大臣之一，因夺权失败而被诸葛恪先行杀害），又有旧臣吕岱、丁奉等人。曹魏乘孙权驾崩之际，于建兴元年（252年）11月发动东兴之战，结果却被太傅諸葛恪為統帥的吴军大败而归。第二年諸葛恪依仗顾命之托，不顾众臣劝阻欲乘胜出兵北伐魏國，但最後因瘟疫而失敗。
大敗而归后的诸葛恪显得愈发刚愎自用，最终招致万民所怨、众口所嫌。建兴二年（253年），孫峻利用这个机会说服孙亮，于是在宴会上發動政變，殺死諸葛恪。孫峻因功出任丞相。

### 二孫專政
孫峻为人骄矜险害，动辄使用重刑，因此招致不少人的不满，但最後反对他的人均事敗被迫自殺或處死。他与滕胤、吕据两位顾命大臣虽然关系谈不上友好，但还能够一起融洽的共事，朝廷高层因此平静了一段时间。
255年（五凤二年），孫峻趁毌丘俭文钦之乱帶兵與魏國於淮河一帶交戰獲勝，魏將文欽投降。次年，孫峻派遣呂據等將領進攻魏國，但孫峻在戰爭期間病逝，由從弟孫綝接掌權力。呂岱亦於是年去世。因孙綝本不是大帝所指定的顾命大臣，呂據、文欽对孙綝完全继承孫峻权力一事非常不满，要求封滕胤為丞相。孫綝沒有理會他們的訴求，改封滕胤为大司马。于是滕胤和呂據发动政變，却反遭孙綝所殺，自此五位顾命大臣已经全部亡去。另一位將領王惇密謀殺死孫綝，亦事敗被殺。

### 遭到廢黜
257年（太平二年），孫亮親政，他对孙綝轻视自己的态度感到非常厌恶，於是推行多項措施（如訓練少年軍）以準備推翻他。同年，魏國的諸葛誕在壽春發動叛亂，把兒子諸葛靚送到吳國做人質。孫綝派兵協助諸葛誕但最終失敗。在战斗中，孙綝因畏敌而躲在巢湖船中，不肯听孙亮的命令上岸援助吴将唐咨，却将失败的缘由归于大都督朱异并在镬里杀害了他，其他一些參戰的將領也因為怕被孫綝殺死而投降了魏國。孙綝返回建业後，得知孙亮对他有所戒备，内心也很恐惧，于是称病不上朝并命自己兄弟把守宫门以求自保。
258年（太平三年），孫亮因孙綝不听自己指挥进军并擅杀朱异等事对孙綝不满到了极点，于是与全尚、全公主、刘承等人密谋除掉孙綝。但消息被孙綝的从姐（全尚之妻）或从外甥女（全皇后）泄露给孙綝。孙綝获悉密报后，于6月26日率先包围皇宫，以孙亮患有精神病为由强迫众臣同意将孫亮廢為會稽王，改立孫休為帝。和孫亮一起策劃政變的大臣都被孫綝殺死。群臣也因为畏惧孙綝的声势不敢多言。

## 被害身死
260年，孫亮的封地會稽傳出謠言，說孫亮將返回建業復辟；而孫亮的侍從亦聲稱孫亮在祭祀時口出惡言。
經審判後，孫亮被貶為侯官侯（侯官縣治在今福建省福州市市区），遣送到侯官县就藩，途中死去。據《三國志》記載，孫亮是自殺，护送者伏罪；《吴录》称有人说是被孫休派人毒死的。孫亮死時只有18歲。
《建康实录》作孙亮死于永安二年（259年），享年十六岁。

## 墓葬
吴国灭亡后，原吴国少府卿丹阳人戴显（一名戴颙）上表朝廷，于是迎回孙亮遗体安葬赖乡（今江苏省南京市溧水区）。

## 家庭成员

### 后妃

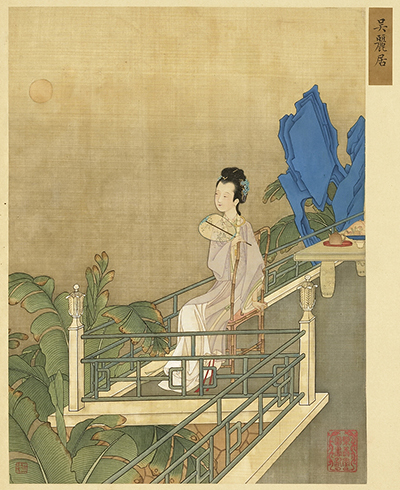
麗居像，出自《畫麗珠萃秀》

- 全皇后，全尚的女兒，253年立為皇后，一说名为惠解。
- 朝姝
- 丽居
- 洛珍[4]
- 洁华[5] [6]

### 子女
- 無記載

## 影視形象
- 1994年电视剧《三国演义》：左冰饰孫亮

## 相關文獻
- 《三國志》
- 《建康實錄》

## 延伸阅读
[在维基数据编辑]
 《三國志/卷48》，出自陳壽《三國志》

| 前任： 父吳大帝孫權 | 中国東南部君主 252-258 | 繼任： 六兄吴景帝孫休 |
| 前任： 父吳大帝孫權 | 孫吳皇帝 252-258       | 繼任： 六兄吴景帝孫休 |